# 연방주의자 논문 제10호

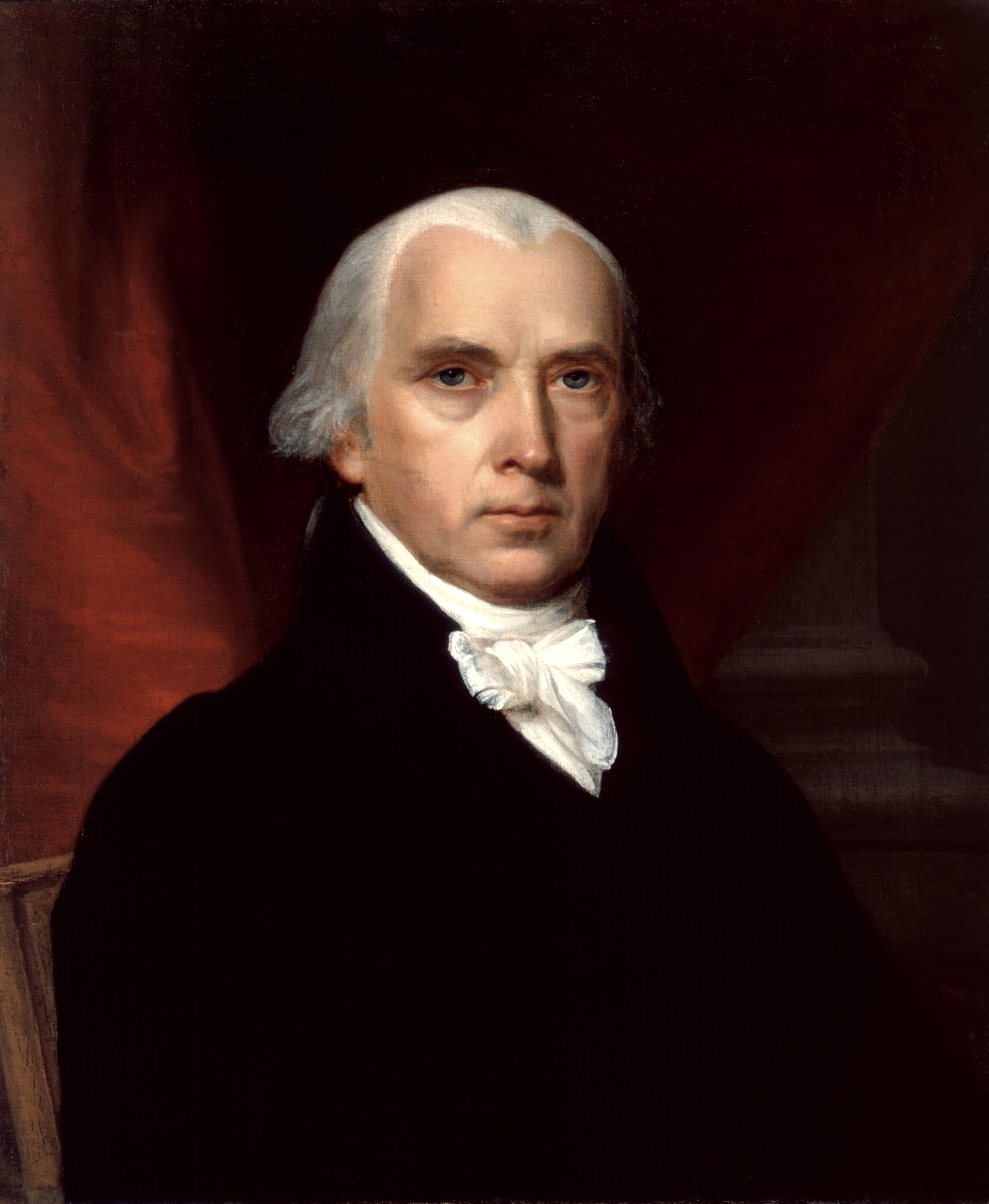
연방주의자 논문 제10호의 저자인 제임스 매디슨.

연방주의자 논문 제10호(Federalist No. 10)는 미국 헌법 비준에 관한 여러 주장을 담은 연방주의자 논집의 열번째 글로, 저자는 제임스 매디슨이다. 이 글은 1787년 11월 22일에 간행되었으며, 연방주의자 논집의 모든 저자들이 똑같이 쓰던 푸블리우스(Publius)란 가명이 붙었다. 본인이 쓴 연방주의자 논문 제51호와 더불어 연방주의자 논집에서 매우 유명한 글이며, 미국 정치 저작 중에서도 매우 중요한 평가를 받고 있다.
제10호는 전체 공동체의 이익이나 타자의 권리와 충돌하는 일군의 시민들을 일컫는 파벌(faction)의 폐해를 어떻게 막아야 하는가에 대해 논한다. 오늘날의 시각으로 보자면 이익 집단과 같은 용어가 '파벌'과 같은 의미를 담고 있을 때가 많다. 매디슨은 작은 공화국들(가령 개별 국가)보다 강하고 큰 공화국이 파벌의 위험에 더욱 잘 대처할 수 있다고 주장했다. 제임스 매디슨은 강한 정부를 주장한 점에서 토마스 홉스의 사상을 취한 것으로 여겨진다. 헌법의 반대자들은 이 주제와 관련한 몽테스키외의 논평에서 비롯된 바가 큰 매디슨의 입장을 반박했다.
연방주의자 논문 제10호는 '같은 주제의 연속: 국내의 파벌과 반란의 방지책으로서 연합의 효용성'이란 제목이 달린 연방주의자 논문 제9호에서 제시된 논의를 계속 이어가고 있다. 학자나 법학자들은 헌법의 의미에 대해 권위있게 해석하고 설명한 글로 이 저작들을 인용한다.

## 파벌의 문제
연방주의자 논문 제10호는 알렉산더 해밀턴이 제9호 논문에서 제기한 문제를 계속 다룬다. 논문 제9호에서 해밀턴은 파벌이 공화국을 분열시키는 파괴적인 역할을 가지고 있다고 주장했다. 이어서 매디슨은 파벌의 부정적인 효과를 어떻게 없앨 것을 논한다. 매디슨은 파벌을 "전체 가운데 소수이건 다수이건간에 하나로 뭉쳐 정념의 공통적인 자극 또는 이해 관계에 의해 움직이는 여러 시민들을 말하며, 이들의 정념이나 이해 관계는 다른 시민들의 권리 혹은 공동체의 영속적이고 집합적인 이익과 상충된다"고 정의한다. 그는 어떤 정체나 종교를 선택하느냐와 같은 근본적인 문제에 대한 논쟁으로 이어지는 정치 생활의 의견 다양성이야말로 파벌이 형성되는 가장 중요한 원인이라고 본다. 그러나 매디슨은 "파벌이 생기는 가장 흔하고 영속적인 원천은 재산의 상이하고 불평등한 분배이며, 가진 자와 없는 자는 사회에서 서로다른 이해 관계를 형성한다"고 생각한다. 매디슨은 직접 민주주의가 개인의 권리를 위협한다고 보며, 사회 내 불평등이나 다수의 지배에서 개인의 자유를 보호하기 위해 대의 민주주의를 옹호한다. 매디슨은 "순수한 민주주의(직접 민주주의)는 파벌의 병폐를 해결하는 대책이 못된다. 다수가 공통의 이해나 정념을 가지게 되는데, 이때 소수파를 희생시키려는 동기를 견제할 방법이 없다"라고 말한다. 따라서 그러한 민주주의는 개인의 안위나 재산권과 양립할 수 없는 것으로 드러났으며, 일반적으로 체제가 무너질 때 폭정이 되어 단명했다. "공화정"이란 낱말이 대의 민주주의의 동의어라고 생각하지 않으며, 대중의 결정이 항상 양도할 수 없는 권리를 침해하지는 않기 때문에 매디슨의 믿음과 달리 대법원이 "소수파를 희생시키려는 동기를 견제한다고" 보는 사람들도 많다는 점을 지적해야 한다.
매디슨에 반대한 반연방주의자들과 마찬가지로 매디슨은 몽테스키외의 저작에서 큰 영향을 받았으나, 이 글에서 제시된 파벌 문제를 놓고서 매디슨과 몽테스키외는 생각을 달리한다. 또 데이비드 흄을 비롯한 스코틀랜드 계몽주의 철학자들 역시 매디슨에게 큰 영향을 끼쳤는데, 확대된 공화국이나 파벌의 유형과 같은 논의에서 이들의 영향이 두드러진다.

## 매디슨의 주장
우선 매디슨은 파벌로 인한 폐해를 막는 두 가지 방법이 있다고 얘기한다. 파벌의 원인을 제거하거나 파벌로 인한 효과를 통제하는 것이다. 또 매디슨은 파벌이 발생하는 원인을 없애는 두 가지 방법이 있다고 주장한다. 첫 번째는 자유를 파괴하는 것으로 '자유란 파벌에 있어 불과 공기의 관계'에 있기 때문인데, 자유는 정치 생활에서 필수적인 것으로서 미국인은 미국 혁명 당시 자유를 위해 싸운 바 있으므로 이는 불가능한 일이다. 다른 방안은 사회의 의견과 이해 관계를 동질적으로 만드는 것인데, 이 역시 실행할 수 없는 일이다. 매디슨은 일반 대중의 의견이 늘 자신들의 이해 관계와 감정의 영향을 받는다고 설명한다. 이들은 항상 분명한 의견을 갖지 않으며, 같은 방식으로 상황에 접근하지도 않는다. 각자가 성공할 수 있는 능력과 재산의 불평등을 야기하는 능력의 다양성은 정부가 보호해야할 권리이다. 특히 매디슨은 경제적 계층화는 각자 상이한 능력을 가진 곳에서 자연스럽게 존재하며, 이 때문에 모든 사람이 같은 의견을 가지지 못하게 된다는 점을 강조한다.
그리고 매디슨은 인민 주권의 원칙 때문에 소수파가 권력을 가질 수 없으므로 다수파의 경우만 문제가 된다고 주장한다. 매디슨은 다수파를 견제할 방법으로 두 가지를 드는데, '동시에 다수가 똑같은 정념과 이해 관계를 갖는 일'을 막거나 다수파로 하여금 행동하지 못하게끔 하는 것이다. 매디슨은 작은 민주 정치로는 다수파의 위험을 피할 수 없다고 결론내리는데, 규모가 작으면 바람직하지 못한 정념이 다수 인민에게 퍼지기 쉬우며 별 어려움 없이 민주 정부를 통해 그러한 의지를 실행할 수 있게 되기 때문이다.
매디슨은 "따라서 파벌의 잠재적인 원인은 인간의 본성에서 나왔다"고 말하면서 해결책은 파벌의 효과를 통제하는 것이라고 한다. 그는 이것이 순수한 민주정이 아닌 공화정 하에서 이룰 수 있다고 주장한다. 그는 순수한 민주정이란 모든 시민이 직접 투표로 법을 만드는 체제이며, 공화정은 시민들이 엘리트 대표자들을 선출하여 이들로 하여금 투표로 법을 만드는 사회라고 말한다. 매디슨은 대표자 집단을 통해서 인민의 목소리가 공동체의 이익에 더욱 부합되도록 전달할 수 있다고 지적하는데, 앞서 말한대로 일반 대중의 판단은 자신의 이익에 영향을 받기 때문이다.
다음으로 매디슨은 작은 공화국보다 큰 공화국이 대중의 목소리를 대표할 더 '적절한 인물'을 선택하는 데 유리하다고 주장한다. 큰 공화국에서는 투표자와 후보자의 수가 더 많으며, 유능한 대표자를 선출할 가능성이 더 크다. 투표자들은 더 넓은 선택권을 갖게 된다. 반면 작은 공화국에서는 후보자가 투표자를 농락하기 더 쉽지만 큰 공화국에서는 그렇지 않다고 한다. 매디슨은 큰 공화국을 선호하는데, 작은 공화국에서는 이해 관계와 파당의 다양성이 낮을 것이며 따라서 다수파가 더욱 빈번하게 나타나게 된다. 다수파를 이루는 사람의 수가 적고 이들은 더 좁은 영역에서 살기 때문에 이들이 자기네 다수파의 생각을 실행하는데 동의하고 함께 일하기 더 쉬워진다. 반면 큰 공화국에서는 이해 관계가 더욱 다양하여 다수파를 찾기 어려워 진다. 설령 다수파가 있더라도 인민의 수가 많은데다 더 넓은 영역에 퍼져 살고 있으므로 다수파가 함께 일하기 어렵다.
매디슨은 공화정은 대표들이 정부를 이끌며 따라서 더 넓은 영역으로 확대될 수 있으므로 민주정과 다르다고 쓴다. 즉 대표로 선출할 "적절한 인물"이 큰 공화국에서 더 많다는 것이다. 또 더 큰 선거구에서 대표가 선출되면 수사를 이용하는 선거 운동인 "사악한 계책"의 효과를 경감한다. 가령 큰 공화국에서는 작은 공화국보다 부패한 대표자가 선거에서 이기려면 훨씬 더 많은 사람들에게 뇌물을 써야 하게 된다. 둘째로 공화정에서 대표자들은 대중의 수많은 요구를 걸러내고 정제하여 순수한 민주 정부를 괴롭히는 사소한 요구들을 막을 수 있다.
매디슨은 크고 다양성을 갖춘 공화국을 지지했으나, 연방주의자 논집의 저자들은 견제의 필요성을 인식했다. 이들은 공화국이 파벌을 방지할만큼 다양성을 갖추면서도 각 주들의 융합을 유지할만큼 일반성을 갖추길 원했다. 연방주의자 논문 제2호에서 존 제이는 미국이 "같은 조상에서 비롯되어 같은 언어를 쓰고 같은 종교를 가진 하나의 통합된 인민"을 가진 것이 축복이라고 평가한 바 있다. 매디슨 자신도 큰 선거구에서 더 좋은 대표자가 나온다는 자신의 결론에 한계가 있다고 말한다. 그는 만약 선거구가 너무 크면 대표자가 "지역 사정이나 더 작은 이해 관계에 너무 어둡게" 될 것이라고 쓴다. 매디슨은 연방주의를 통해 부분적으로 이 문제가 해결된다고 말한다. 연방 의원 선거구가 아무리 커도, 더 작은 지역 선거구의 공무원과 주 정부가 지역 문제를 돌볼 수 있다.